# همخوان تیغه‌زبانی
با همخوان تیغه‌ای اشتباه نشود.

تصویر شماتیک زبانی از ۱) همخوان نوک‌زبانی، ۲) نوک‌زبانی بالایی، ۳) تیغه‌زبانی و ۴) نوک‌تیغه‌زبانی بر اساس Dart (1991)، که نواحی تماس زبان با کام (دهان) در حین تولید آوا (به رنگ خاکستری) را نشان می‌دهد.

همخوان تیغه‌زبانی (انگلیسی: Laminal consonant) نوعی آوا است که با مسدود کردن مسیر هوا توسط تیغه زبان، یعنی سطح صاف جلوی زبان درست پشت نوک آن، در تماس با لب بالا، دندان‌ها، لثه و احتمالاً تا پشت پیش‌کام تولید می‌شود. با این حال، در تماس با پیش‌کام ممکن است قسمت‌هایی از پشت تیغه نیز درگیر باشند. این همخوان از همخوان نوک‌زبانی متمایز است که تنها با استفاده از نوک زبان تولید می‌شود. گاهی از «تیغه‌زبانی» تنها برای توصیف همخوان‌هایی استفاده می‌شود که فقط تیغه زبان را درگیر می‌کنند، در حالی که نوک زبان پایین‌تر است، و «نوک‌تیغه‌زبانی» برای همخوان‌هایی به‌کار می‌رود که هم تیغه زبان و هم نوک بالابرده زبان را درگیر می‌کنند. این تمایز معمولاً فقط برای همخوان‌های قدامی که جلوی زبان را به‌کار می‌گیرند، اعمال می‌شود.

## مقایسه با نوک‌زبانی
برخی زبان‌ها میان همخوان‌های تیغه‌زبانی و نوک‌زبانی تمایز قائل می‌شوند:
- این تمایز در زبان‌های بومی استرالیا رایج است که معمولاً سایشی ندارند.
- برخی زبان‌های جنوب آسیا بین انفجاریهای نوک‌زبانی و تیغه‌زبانی تمایز قائل می‌شوند. در هندوستانی، انفجاری‌های نوک‌زبانی معمولاً «همخوان برگشته» نامیده می‌شوند، اما در واقع همخوان لثوی یا همخوان پس‌لثوی هستند. زبان مالایالم میان سه نوع تمایز قائل می‌شود: دندانی تیغه‌زبانی، لثوی نوک‌زبانی، و برگشته زیرنوکی واقعی در انفجاری‌های خیشومی و بی‌واک.
- زبان باسکی و زبان می‌راندی میان صفیریهای تیغه‌زبانی و نوک‌زبانی در ناحیه همخوان لثوی تمایز قائل می‌شوند. چینی ماندارین،[۴] زبان صربی‌کرواتی و زبان لهستانی نیز چنین تمایزی را با همخوان پس‌لثوی ایجاد می‌کنند.
- برخی زبان‌های بومی کالیفرنیا این تمایز را در همخوان‌های توقفی و سایشی دارند.
- زبان داهالو این تمایز را تنها در انفجاری‌های خود دارد.

چون همخوان‌های تیغه‌زبانی از سطح صاف زبان استفاده می‌کنند، ناحیه تماس گسترده‌تری نسبت به همخوان‌های نوک‌زبانی دارند. در برخی زبان‌ها، همخوان‌های تیغه‌زبانی با انسدادی گسترده که تمام جلوی دهان از کام سخت تا دندان‌ها را می‌پوشاند، ثبت شده‌اند، که مقایسه آن‌ها با همخوان‌های نوک‌زبانی را دشوار می‌کند.
یک تلفظ رایج تیغه‌زبانی گاهی «همخوان دندانی‌لثوی» نامیده می‌شود. این تلفظ ناحیه لثوی را تا دندان‌ها پوشش می‌دهد، اما اندکی جلوتر از سایر همخوان‌های تیغه‌زبانی لثوی است، که ممکن است لثوی پسین در نظر گرفته شود. این در زبان فرانسوی رخ می‌دهد.

## مقایسه با لثوی
بخشی از سردرگمی در نام‌گذاری همخوان‌های تیغه‌زبانی، به معنای واقعی کلمه، به زاویه دید برمی‌گردد. وقتی به فردی که یک همخوان تیغه‌زبانی همخوان لثوی یا دندانی‌لثوی را تلفظ می‌کند نگاه می‌کنید، نوک زبان را می‌توان دید که پشت دندان‌ها را لمس می‌کند یا حتی بین دندان‌ها بیرون زده است، که این نام رایج «همخوان دندانی» را به آن داده است.
از دید صوت‌شناسی، عنصر مهم محل انسداد پشتی‌ترین ناحیه است، که نقطه‌ای است که محفظه تشدید در دهان پایان می‌یابد. این محل اندازه، شکل و آکوستیک دهان را تعیین می‌کند، که هارمونیک‌های واکه‌ها را تولید می‌کند؛ بنابراین، تاجی‌های فرانسوی لثوی هستند و تفاوتشان با لثوی‌های انگلیسی بیشتر در تیغه‌زبانی بودن است تا نوک‌زبانی (در فرانسوی، زبان صاف‌تر است).
همخوان‌های دندانی تیغه‌زبانی واقعی در برخی زبان‌ها، مانند هندوستانی، بدون تماس لثوی وجود دارند که از همخوان‌های فرانسوی متفاوت هستند. با این حال، گستره تماس اهمیت دارد، زیرا شکل زبان در ناحیه پشتی و به تبع آن شکل محفظه تشدید را تحت تأثیر قرار می‌دهد. همچنین، اگر رهاسازی یک همخوان دندانی‌لثوی ناگهانی نباشد، ممکن است زبان از سقف دهان از عقب به جلو جدا شود و تلفظ از لثوی به دندانی تغییر کند.
در الفبای آوانگاری بین‌المللی، نماد همخوان‌های تیغه‌زبانی U+033B ◌̻ combining square below (اچ‌تی‌ام‌ال: &#827;) است.